# Нинъан
Нинъан (яп. 仁安 нинъан) — девиз правления (нэнго) японских императоров Рокудзё и Такакура, использовавшийся с 1166 по 1169 год .

## Продолжительность
Начало и конец эры:
- 27-й день 8-й луны 2-го года Эйман (по юлианскому календарю — 23 сентября 1166);
- 8-й день 4-й луны 4-го года Нинъан (по юлианскому календарю — 6 мая 1169).

## Происхождение
Название нэнго было заимствовано из классического древнекитайского сочинения «Мао-ши чжэн-и» (кит. трад. 毛詩正義, пиньинь Máo shī zhèngyì, буквально: «”Канон [стихов” в версии] Мао»):「行寛仁安静之政、以定天下、得至於太平」.

## События
- 1167 год (11-я луна 2-го года Нинъан) — Тайра-но Киёмори постригся в монахи[5];
- 30 марта 1168 (19-й день 2-й луны 3-го года Нинъан) — император Рокудзё был низложен своим дедом в возрасте 5 лет и получил звание дайдзё тэнно[6]; трон перешёл к его двоюродному брату, третьему сыну дайдзё тэнно Го-Сиракава[6];
- 29 апреля 1168 (20-й день 3-й луны 3-го года Нинъан) — на престол взошёл новый император Такакура[7].

В Повести о доме Тайра есть упоминание о событиях тех лет:
Двухлетним начал царствовать государь Рокудзё, и было ему всего лишь пять лет, когда он уже покинул престол - отрёкся в пользу нового императора Такакуры. Ещё и обряда совершеннолетия не успел совершить, а уже стал именоваться прежним государем! Такого, наверно, никогда ещё не бывало ни в нашей стране, ни в Китае!

## Сравнительная таблица
Ниже представлена таблица соответствия японского традиционного и европейского летосчисления. В скобках к номеру года японской эры указано название соответствующего года из 60-летнего цикла китайской системы гань-чжи. Японские месяцы традиционно названы лунами.
| 1-й год Нинъан (Огненная Собака) | 1-я луна*       | 2-я луна*  | 3-я луна  | 4-я луна* | 5-я луна* | 6-я луна  | 7-я луна  | 8-я луна*              | 9-я луна    | 10-я луна  | 11-я луна* | 12-я луна  |                |
| -------------------------------- | --------------- | ---------- | --------- | --------- | --------- | --------- | --------- | ---------------------- | ----------- | ---------- | ---------- | ---------- | -------------- |
| Юлианский календарь              | 3 февраля 1166  | 4 марта    | 2 апреля  | 2 мая     | 31 мая    | 29 июня   | 29 июля   | 28 августа             | 26 сентября | 26 октября | 25 ноября  | 24 декабря |                |
| 2-й год Нинъан (Огненная Свинья) | 1-я луна        | 2-я луна*  | 3-я луна* | 4-я луна  | 5-я луна* | 6-я луна* | 7-я луна  | 7-я луна* (високосная) | 8-я луна    | 9-я луна   | 10-я луна  | 11-я луна* | 12-я луна      |
| Юлианский календарь              | 23 января 1167  | 22 февраля | 23 марта  | 21 апреля | 21 мая    | 19 июня   | 18 июля   | 17 августа             | 15 сентября | 15 октября | 14 ноября  | 14 декабря | 12 января 1168 |
| 3-й год Нинъан (Земляная Крыса)  | 1-я луна        | 2-я луна*  | 3-я луна* | 4-я луна  | 5-я луна* | 6-я луна* | 7-я луна  | 8-я луна*              | 9-я луна    | 10-я луна* | 11-я луна  | 12-я луна  |                |
| Юлианский календарь              | 11 февраля 1168 | 12 марта   | 10 апреля | 9 мая     | 8 июня    | 7 июля    | 5 августа | 4 сентября             | 3 октября   | 2 ноября   | 1 декабря  | 31 декабря |                |
| 4-й год Нинъан (Земляной Бык)    | 1-я луна        | 2-я луна*  | 3-я луна  | 4-я луна* | 5-я луна  | 6-я луна* | 7-я луна* | 8-я луна               | 9-я луна*   | 10-я луна  | 11-я луна* | 12-я луна  |                |
| Юлианский календарь              | 30 января 1169  | 1 марта    | 30 марта  | 29 апреля | 28 мая    | 27 июня   | 26 июля   | 24 августа             | 23 сентября | 22 октября | 21 ноября  | 20 декабря |                |

* звёздочкой отмечены короткие месяцы (луны) продолжительностью 29 дней. Остальные месяцы длятся 30 дней.